# 刘俐杉
刘俐杉（英語：Chantal Liew Li-Shan，1998年8月9日—）是新加坡国家队公开水域游泳运动员。

## 体育生涯
刘俐杉自小梦想参加东运会，10岁便开始参加游泳比赛，16岁进入新加坡国家队。
2017年，刘俐杉在吉隆坡举行的女子10公里公开水域游泳比赛中以个人最佳成绩2:21:30获得东运会银牌，成为首位在该项目中获得奖牌的新加坡女子。她原本是该场比赛的季军，后因亚军药检不过关被褫夺银牌而获得升级。

### 2020年东京夏季奥运会
刘俐杉在葡萄牙举办的2021年国际泳联塞图巴尔奥运资格赛的10公里比赛中获得第29名后获得了2020年東京奧運的参赛资格，从而成为第一位参加奥运会的新加坡公开水域游泳运动员。她最终以用时2时08分17秒90的成绩在25个参赛选手中名列决赛第23名。刘俐杉表示自己在比赛结束后将离开泳坛。